# Přeslička zimní
Přeslička zimní neboli cídivka zimní (Equisetum hyemale, syn.: Hippochaete hyemalis), nebo také cídivka přezimující je v ČR silně ohrožená rostlina z čeledi přesličkovitých (Equisetaceae), což je jediná recentní čeleď oddělení přesličky (Equisetophyta).
Někteří autoři zastávají pojetí 1 recentního rodu přeslička (Equisetum), dělícího se do podrodů Equisetum a Hippochaete, toto pojetí zastává např. Kubát et al. (2002). Jiní autoři rozlišují 2 rody: přeslička (Equisetum) a cídivka (Hippochaete), např. Květena ČR. O rozdílech mezi těmito podrody či rody viz přeslička. Přeslička zimní je řazena do podrodu Hippochaete, pokud autor uznává Hippochaete jako rod, pak se tato rostlina jmenuje česky cídivka zimní.

## Popis
Přeslička zimní je vytrvalá, cca 30-100 cm vysoká rostlina. Stonek je relativně mohutný, přezimující a tmavě zelený, na rozdíl od většiny přesliček se nevětví, jen výjimečně se trochu naspodu větví. Stonek je žebrovaný, žebra na hřbetě mají mělkou karinální rýhu, která je lemovaná 2 řadami křemičitých hrbolků. Střední dutina stonku zabírá asi 2/3 – 9/10 průměru lodyhy. V uzlinách jsou pochvy, což je vlastně bočně srostlý přeslen listů. U přesličky zimní jsou pochvy téměř bez vrcholových zubů, neboť zuby velice brzy opadávají, pochvy jsou zelenavé až hnědavé, na dolním a horním okraji mají černý pruh. Spodní mohou být někdy celé černé a ve stáří se hvězdnicovitě štěpí. Na vrcholu lodyhy je solitérní, hrotitý výtrusnicový klas. O životním cyklu recentních přesliček viz článek přeslička.

## Rozšíření ve světě
Přeslička zimní roste v Evropě, Asii a v Severní Americe.

## Rozšíření v Česku
V ČR roste poměrně vzácně, zpravidla v kaňonovitých údolích řek, na březích vodních toků a zastíněných vlhkých písčitých půdách.
Příklady lokalit:
- Modřanská rokle
- Čertova stěna-Luč
- Peklo (přírodní rezervace)
- Údolí Říčky u Brna

## Poznámka
Přeslička zimní se kříží s přesličkou větevnatou (Equisetum ramosissimum). Kříženec se jmenuje přeslička Mooreova (Equisetum × moorei), může se vyskytovat i nezávisle na rodičích a bývá někdy s přesličkou zimní zaměňován.

## Galerie

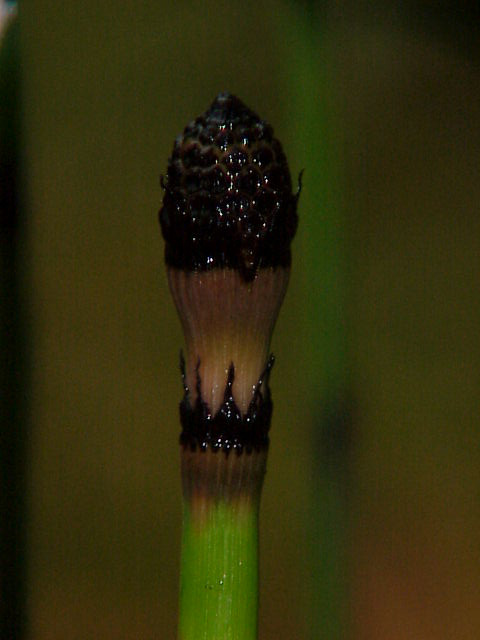
Výtrusnicový klas
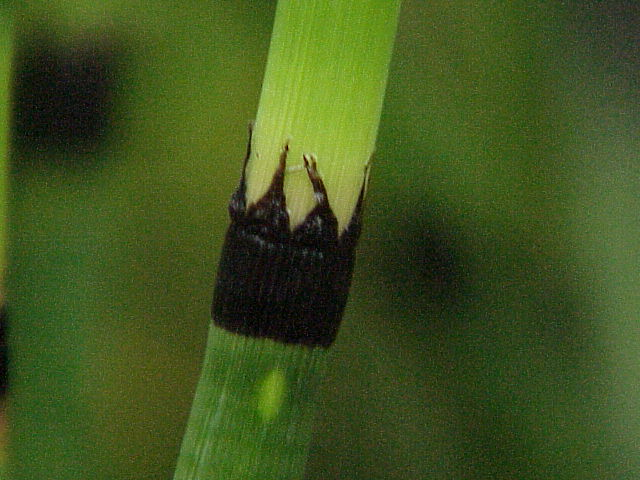
Uzlina s pochvou srostlých listů přesličky zimní
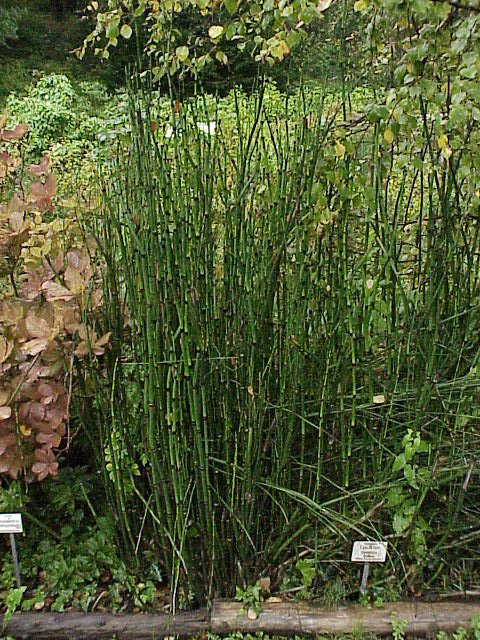
Trs přesličky zimní
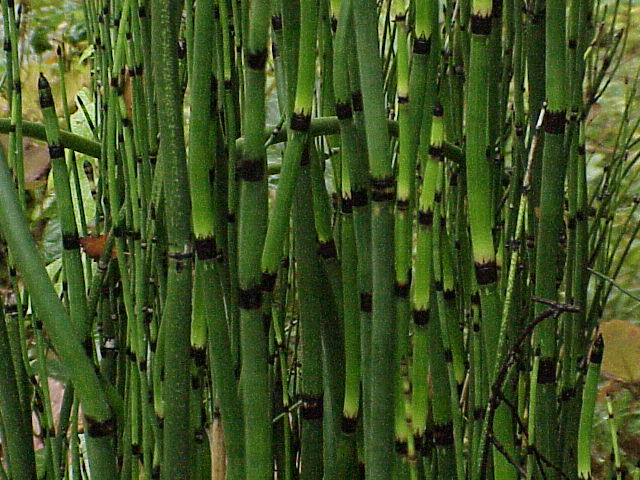
Uzlina s pochvou srostlých listů přesličky zimní
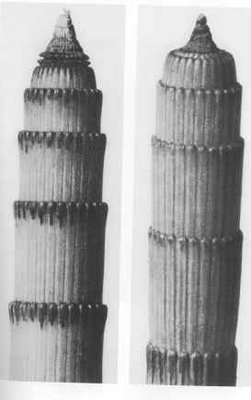
Karl Blossfeldt: Přeslička zimní